# Czupowo
Czupowo (niem. Schuppau, do 1938 Schupowen) – kolonia w Polsce, w województwie warmińsko-mazurskim, w powiecie gołdapskim, w gminie Banie Mazurskie, w sołectwie Gryżewo.
W latach 1975–1998 miejscowość należała administracyjnie do województwa suwalskiego.

## Nazwa
28 marca 1949 r. ustalono urzędową polską nazwę miejscowości – Czupowo, określając drugi przypadek jako Czupowa, a przymiotnik – czupowski.